# 加々美勝久
加々美 勝久（かがみ かつひさ、1955年 - ）は、日本の教育者。お茶の水女子大学理系女性教育開発共同機構准教授。東京都出身。
お茶の水女子大学附属中学校出身、元お茶の水女子大学附属中学校副校長。『インド式計算ドリル』などを監修、同名のニンテンドーDSソフトにも登場している。

## 主な略歴
- 1985年 東京理科大学大学院理学研究科数学専攻修了

## 著書
- 『インド式計算ドリル練習帳―インド式計算を学ぶみんなに贈る魔法のワークブック』 晋遊舎、2007年(監修)。
- 『インド式計算ドリル―九九を卒業した人みんなに贈る魔法の計算トレーニング』 晋遊舎、2007年(監修)。
- 『インド式計算ドリル ヴェーダ』 晋遊舎、2008年(監修)。